# Ортоклас
Ортоклас KAlSi3O8 је минерал из групе силиката. То је алкални фелдспат са делимично уређеном кристалном решетком моноклиничке симетрије. Кристали ортокласа су доста чест начин појављивања овог минерала. Близанци чести по карлсбадском, бавенском и манебашком закону. Агрегати су претежно зрнасти и масивни, а може се јавити и у виду плочастих агрегата.

## Хемизам
У природи је веома ретко чист калијумски алумосиликат, када теоријски садржи 16,9% К20, 18,4% Аl2O3 и 64,7% SiO2. Скоро редовно садржи променљиве количине Na односно Аб – компоненте. У поређењу са санидином, садржај је обично нижи и износи до 35%. Ортокласи са већим садржајем релативно су ређи у природи. Издвајање Na – компоненте која улази у хемијски састав ортокласа назива се пертитом. Пертитска компонента се обично издваја у виду непревилних млазева и жилица ређе сочивастих форми, облика NaAlSi3O8. Пертитска издвајања могу бити макроскопски уочљива када је реч о макропертитима. Ако су микроскопски видљива називају се микропертити, а ако су субмикроскопских димензија називају се крипто пертитима.
Образовање пертит је последица издвајања Na – компоненте у току кристализације ортокласа распадом првобитних хомогеног чврстог раствора на две фазе које су енергетски неједнаких унутрашњих енергија снижавањем температуре.
Од примеса, ортоклас може да садржи мање количине Ba, Rb, Sr, Cs и др. елемената.

## Физичке особине
Боје беле до сивобеле, ређе безбојан и жут. Може бити и алохроматски обојен. Од примеса хематита, ортоклас може бити црвенкаст до црвен. Овакви ортокласи се зову авантурини. Идиохроматски обојени зелени варијетети су ређи у природи и зову се амазонити. 
Провидан до прозрачан минерал минерал, стакластог сјаја када је свеж. Цепљивости савршене до јасне по (001) и (010) са правим углом.
Тврдине 6 по Мосовој скали, густине 2,53 do 2,63 g/cm³. Специфичне масе око 2,56 у зависности од садржаја пертитске компоненте.

## Дијагностичке особине
Макроскопски се препознаје по облику кристала, агрегата и цепљивости. Може бити сличан са санидином, од кога се разликује по одсуству бистрине и мањој прозрачности. У виду агрегата може бити сличан и с микроклином, од кога се разликује по углу цепљивости.

## Постанак, парагенеза
У природи ортоклас постаје на различите начине. Може постати процесима уређења санидинске решетке, као и директном кристализацијом из магматског растопа. У природи је обично примарно магматски , ређе метасоматски минерал када улази у састав магматских дубинских и вулканских стена. Обично је у парагенези са кварцом, плагиокласима типа албита и олигокласа, мусковитом, биотитом и др. минералима. Није карактеристичан за младе вулканске стене, када се образује санидин, већ старије вулканске стене, када се образује санидин, већ за старијевулканске стене. Ређи је као пегматитски минерал, везан за гранитске магме. Уколико се јави у пегматитима, показује крупне димензије кристала или агрегата. У пегматитима САД су нађени кристали ортокласа величине и до неколико метара. Често постоје и регионално метаморфно, улазећи у састав различитих регионално метаморфних стена, док је ређи као контактно метаморфан или метасоматски минерал. У околорудним хидротермалним процесима измена стена, а нарочито у вези са процесима К – метасоматозе, може доћи до образовања његовог варијетета адулара. Адулар се може образовати и у алпским жицама, када се јавља у виду крупно развијених кристала.

## Распрострањеност, примена
Ортоклас је чест фелдспат у магматским и другим стенама. Крупни кристали и близанциортокласа по карлсбадском закону јављају се на пример у гранодиоритима и кварц монцонитима Копаоника. Пегматити садрже знатно мање ортокласа. Јавља се у пегматитима околине Сталаћа и Бујановца. Адулар је констатован на више места. Најзначајније појаве јављају се у измењеним вулканским стенама Pb, Zn лежишта Рудник, где се могу наћи кристали и до 5 mm. Ортоклас као минерална сировина има ограничену примену у керамичкој индустрији. Амазонит и авантурин могу се користити као украсно до полудраго камење. Као квалитетно драго камење цењени су потпуно прозрачни жути ортокласи са Мадагаскара.